# Witalij Mohylenko
Witalij Mohylenko (ukrainisch Віталій Могиленко, engl. Transkription Vitaliy Mohylenko; * 5. Juli 1965 in Sumy) ist ein ehemaliger ukrainischer Biathlet.
Witalij Mohylenko ist Lektor und lebt in Sumy. Er gehörte nach der Auflösung der Sowjetunion und der Neugründung nationaler Verbände in den Nachfolgestaaten zu den ersten Angehörigen des Nationalkaders der Ukraine. Zu dieser Zeit schon im vergleichsweise fortgeschrittenen Sportleralter von 27 Jahren, hatte er es bis dahin nicht geschafft den internationalen Kader der Sowjetunion zu erreichen, obwohl er seit 1980 Biathlon betrieb. Wie so viele andere Athleten der Nachfolgestaaten profitierte er von den nun neuen Plätzen in den Nationalkadern. Sein internationales Debüt gab er zum Auftakt der Saison 1992/93 in Pokljuka im Weltcup, wo er 53. des Einzels und 90. des Sprints wurde. Erster Karrierehöhepunkt wurden die zwischenolympischen Weltmeisterschaften 1993 in Borowetz. Mohylenko kam mit der Staffel zum Einsatz und erreichte als Startläufer an der Seite von Toras Dolniy, Walentyn Dschyma und Ivan Maksymov den fünften Rang, im Sprint wurde er 77. In seiner ersten Saison erreichte der Ukrainer auch mehrfach die Punkteränge und wurde in der Gesamtwertung der Saison 49. Höhepunkt und Abschluss der Karriere wurde die Teilnahme an den Olympischen Winterspielen von Lillehammer, wo er 26. des Einzels wurde und erneut als Startläufer in der Staffel an der Seite von Ivan Maksymov, Walentyn Dschyma und Roman Swonkow mit dem Erreichen des 15. Platzes enttäuschte. Mit zwei Strafrunden im Stehendanschlag hatte Mohylenko den größten Anteil am schlechten Abschneiden der Ukrainer.

## Biathlon-Weltcup-Platzierungen
Die Tabelle zeigt alle Platzierungen (je nach Austragungsjahr einschließlich Olympische Spiele und Weltmeisterschaften).
- 1.–3. Platz: Anzahl der Podiumsplatzierungen
- Top 10: Anzahl der Platzierungen unter den ersten zehn (einschließlich Podium)
- Punkteränge: Anzahl der Platzierungen innerhalb der Punkteränge (einschließlich Podium und Top 10)
- Starts: Anzahl gelaufener Rennen in der jeweiligen Disziplin

| Platzierung                                              | Einzel | Sprint | Verfolgung | Massenstart | Team | Staffel | Gesamt |
| -------------------------------------------------------- | ------ | ------ | ---------- | ----------- | ---- | ------- | ------ |
| 1. Platz                                                 |        |        |            |             |      |         |        |
| 2. Platz                                                 |        |        |            |             |      |         |        |
| 3. Platz                                                 |        |        |            |             |      |         |        |
| Top 10                                                   |        |        |            |             |      | 1       | 1      |
| Punkteränge                                              |        |        |            |             |      | 2       | 2      |
| Starts                                                   | 8      | 7      |            |             |      | 2       | 17     |
| Stand: Karriereende, Daten möglicherweise nicht komplett |        |        |            |             |      |         |        |